# Romina Tejerina
Romina Tejerina (sinh năm 1983 tại San Pedro, Jujuy Province) là một phụ nữ người Argentina đã kết án bị đến 14 năm tù giam vào ngày 10 tháng 6 năm 2005 vì tội danh giết chết con gái ngày 23 tháng 2 năm 2003. Đứa bé là sản phẩm của vụ lạm dụng tình dục vào tháng 8/2002 mà Romina Tejerina bị cáo buộc. Vì sợ bị lộ nên vào ngày 23 tháng 2 năm 2003, cô nhờ chị gái đi cùng đến hiệu thuốc mua thuốc nhuận tràng. Khi họ trở về nhà, Tejerina đã hạ sinh một bé gái. Với sự giúp đỡ của chị gái, cô ấy cắt dây rốn của em bé và đặt đứa bé vào một chiếc hộp nhỏ. Vài phút sau, Tejerina tấn công đứa bé bằng một con dao nhà bếp. Đứa bé chết hai ngày sau đó trong bệnh viện và Tejerina bị bắt.
Cáo buộc tội danh lạm dụng tình dục của Romina Tejerina không được chứng minh, mà cô chỉ bị khởi tố tội giết người. Hành vi lạm dụng tình dục của Romina Tejerina đã được trắng án.
Không có chứng cứ nào ghi nhận việc bị cáo Tejerina mắc các vấn đề về rối loạn tâm thần tại thời điểm xảy ra vụ án mạng, nên Tejerina bị tuyên tội danh "Giết người" và bản án của cô đã được đưa ra. Cô được trả tự do vào ngày 24 tháng 6 năm 2012, sau khi bị kết án 14 năm tù giam.

## Liên kết mở rộng
- Supreme Court ruling (tiếng Tây Ban Nha)